# De oogst (Jan Heyens)
De oogst is een artistiek kunstwerk in Amsterdam-Zuid.
Het is een gevelsteen ontworpen door Jan Heyens, dat geplaatst werd in wooncomplex De Dageraad in Amsterdam. Dat complex is van de hand van Michel de Klerk en Piet Kramer, die het ontwierpen in een grillige vorm van de Amsterdamse School. Binnen die stijl heeft symmetrie een belangrijke rol, net zoals in het stratenplan ter plekke in de vorm van Plan Zuid van Hendrik Petrus Berlage. De oogst heeft dan ook een tegenhanger in het beeld Dr. F.M. Wibaut aan het Henriëtte Ronnerplein. Het Thérèse Schwartzeplein is volgens diezelfde redenering de tegenhanger van dat plein, met de Pieter Lodewijk Takstraat als spiegelas.
Tot zover houdt de gelijkenis stand. Voor wat betreft gegevens omtrent het beeld geldt eigenlijk het omgekeerde. Er is relatief veel bekend omtrent het portret van Floor Wibaut van Willem IJzerdraat (te zien tussen 1930-1951) en Frits Sieger (te zien vanaf 1952). Er zijn foto’s van beide onthullingen etc. Ten aanzien van De oogst is nauwelijks iets bekend. In 1986 wist men (nog) niet wie de maker was. Het is vermoedelijk rond 1930 direct in de gevel geplaatst; het volgt daarbij de rondingen van de gevel, die weer voortkomt uit de bouwstijl. Vier mensfiguren zijn rondom een haan op een korenschoof gepositioneerd. Ze bevinden zich in landbouwgebied; geploegde akkers zijn rechts zichtbaar.
Jan Heijens werkte vaker samen met Piet Kramer; een beeldhouwwerk in de vorm van een rob is sinds 2020 te zien bij de Gevlebrug in Amsterdam-West.

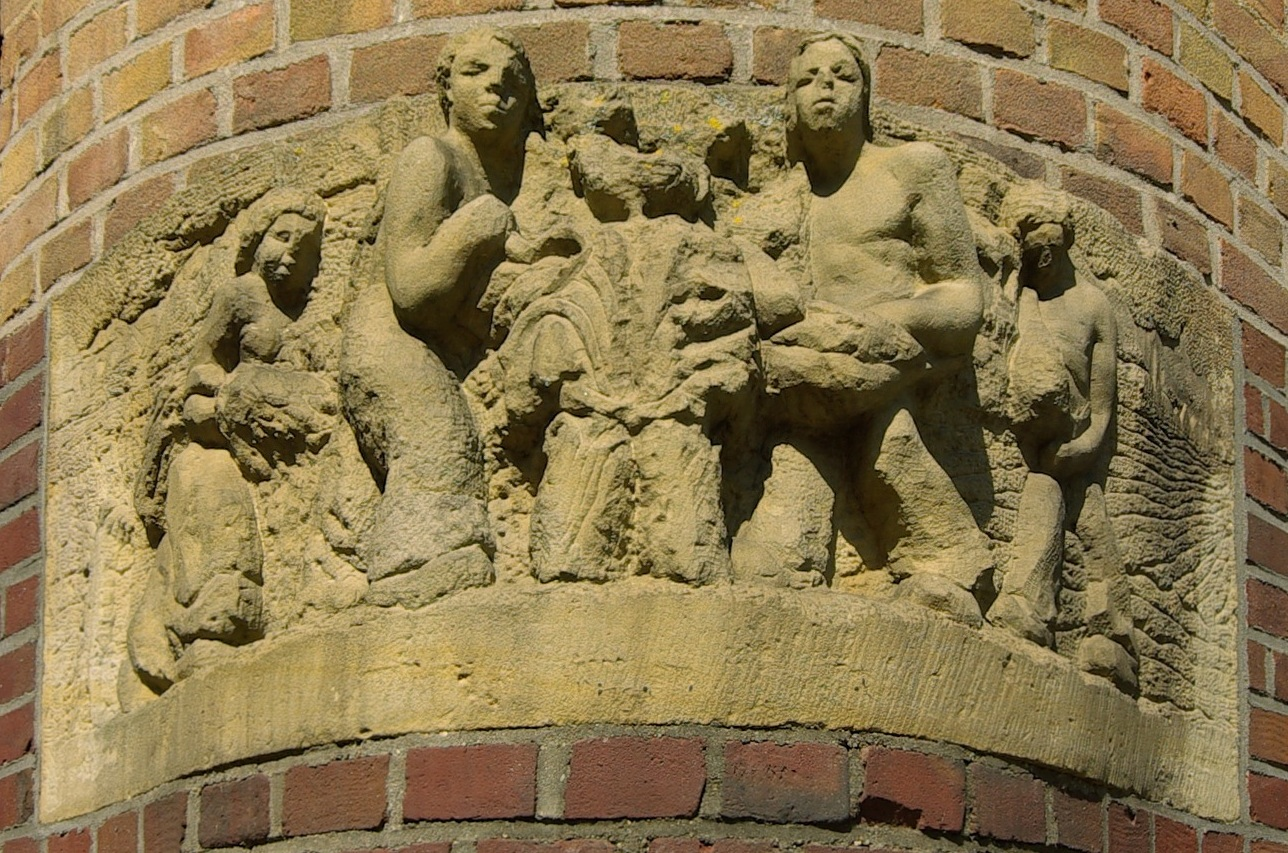
De oogst in 2011